# Eosentomon heatherproctorae
Eosentomon heatherproctorae är en urinsektsart som beskrevs av Bernard och Guzowski 2003. Eosentomon heatherproctorae ingår i släktet Eosentomon och familjen trakétrevfotingar. Inga underarter finns listade i Catalogue of Life.